# Holda, Suceava
Holda este un sat ce aparține orașului Broșteni din județul Suceava, Moldova, România.

## Personalități
- Gheorghe T. Kirileanu (1872-1960) - folclorist român, membru de onoare al Academiei Române.

 Acest articol despre o localitate din județul Suceava este deocamdată un ciot. Puteți ajuta Wikipedia prin completarea lui.